# Cúp bóng đá trong nhà nữ châu Á
Cúp bóng đá trong nhà nữ châu Á (tiếng Anh: AFC Women's Futsal Asian Cup kể từ năm 2021, trước đó là AFC Women's Futsal Championship) là giải thi đấu bóng đá trong nhà nữ quốc gia hàng đầu của các quốc gia Liên đoàn bóng đá châu Á.
Lần đầu tiên đã tổ chức tại Malaysia từ ngày 17 đến ngày 26 tháng 9 năm 2015. Lần thứ hai dự kiến được tổ chức tại Thái Lan từ ngày 2 đến ngày 12 tháng 5 năm 2018.
Giải sẽ được tổ chức theo chu kỳ kể từ năm 2025, và đóng vai trò là vòng loại cho Giải vô địch bóng đá trong nhà nữ thế giới.

## Các kết quả
Iran thắng trong trận chung kết năm 2015 trên Nhật Bản.

### Tóm tắt
| Năm  | Chủ nhà      |                          | Chung kết                | Chung kết                | Chung kết                |                          | Tranh hạng ba            | Tranh hạng ba            | Tranh hạng ba            |                          | Số đội |
| Năm  | Chủ nhà      | Vô địch                  | Tỷ số                    | Á quân                   | Hạng ba                  | Tỷ số                    | Hạng tư                  |                          |                          |                          | Số đội |
| ---- | ------------ | ------------------------ | ------------------------ | ------------------------ | ------------------------ | ------------------------ | ------------------------ | ------------------------ | ------------------------ | ------------------------ | ------ |
| 2015 | · Malaysia   | · Iran                   | 1–0                      | · Nhật Bản               | · Thái Lan               | 4–1                      | · Malaysia               | 8                        |                          |                          |        |
| 2018 | · Thái Lan   | · Iran                   | 5–2                      | · Nhật Bản               | · Thái Lan               | 0–0 (3–2 pso)            | · Việt Nam               | 15                       |                          |                          |        |
| 2020 | · Kuwait     | Hủy do đại dịch COVID-19 | Hủy do đại dịch COVID-19 | Hủy do đại dịch COVID-19 | Hủy do đại dịch COVID-19 | Hủy do đại dịch COVID-19 | Hủy do đại dịch COVID-19 | Hủy do đại dịch COVID-19 | Hủy do đại dịch COVID-19 | Hủy do đại dịch COVID-19 |        |
| 2025 | · Trung Quốc |                          |                          |                          |                          |                          |                          | 12                       |                          |                          |        |

- h.p.: sau khi hiệp phụ
- p.: sau khi loạt sút đá luân lưu

Ghi chú:
1. ↑  Indonesia đã bị loại khỏi giải đấu do bị án cấm từ FIFA[1] và Jordan đã rút lui.[5]

### Các đội tuyển quốc gia thành công nhất
| Đội tuyển | Vô địch        | Á quân         | Hạng ba         | Hạng tư   |
| --------- | -------------- | -------------- | --------------- | --------- |
| Iran      | 2 (2015, 2018) |                |                 |           |
| Nhật Bản  |                | 2 (2015, 2018) |                 |           |
| Thái Lan  |                |                | 2 (2015, 2018*) |           |
| Malaysia  |                |                |                 | 1 (2015*) |
| Việt Nam  |                |                |                 | 1 (2018)  |

* là chủ nhà

### Thống kê chung
Tính đến năm 2018
| Vị trí | Đội tuyển         | Lần | St | T  | H | B | BT | BB | HS  | Đ  |
| ------ | ----------------- | --- | -- | -- | - | - | -- | -- | --- | -- |
| 1      | Iran              | 2   | 10 | 10 | 0 | 0 | 58 | 9  | +49 | 30 |
| 2      | Nhật Bản          | 2   | 11 | 9  | 0 | 2 | 55 | 12 | +43 | 27 |
| 3      | Thái Lan          | 2   | 11 | 6  | 2 | 3 | 42 | 11 | +31 | 20 |
| 4      | Việt Nam          | 2   | 9  | 4  | 1 | 4 | 18 | 16 | +2  | 13 |
| 5      | Malaysia          | 2   | 8  | 3  | 0 | 5 | 27 | 29 | -2  | 9  |
| 6      | Trung Quốc        | 2   | 7  | 3  | 0 | 4 | 22 | 24 | -2  | 9  |
| 7      | Indonesia         | 1   | 4  | 2  | 1 | 1 | 13 | 3  | +10 | 7  |
| 8      | Đài Bắc Trung Hoa | 1   | 4  | 2  | 0 | 2 | 11 | 10 | +1  | 6  |
| 9      | Hồng Kông         | 2   | 6  | 1  | 1 | 4 | 11 | 23 | -12 | 4  |
| 10     | Uzbekistan        | 2   | 6  | 1  | 1 | 4 | 14 | 36 | -22 | 4  |
| 11     | Liban             | 1   | 3  | 1  | 0 | 2 | 4  | 13 | -9  | 3  |
| 12     | Turkmenistan      | 1   | 2  | 0  | 0 | 2 | 1  | 17 | -16 | 0  |
| 13     | Bahrain           | 1   | 3  | 0  | 0 | 3 | 4  | 21 | -17 | 0  |
| 14     | Bangladesh        | 1   | 3  | 0  | 0 | 3 | 2  | 20 | -18 | 0  |
| 15     | Ma Cao            | 1   | 3  | 0  | 0 | 3 | 0  | 31 | -31 | 0  |

## Các quốc gia đang tham gia
Chú thích:
- 1st — Vô địch
- 2nd — Á quân
- 3rd — Hạng ba
- 4th — Hạng tư
- QF — Tứ kết
- GS — Vòng bảng
- q — Vượt qua vòng loại cho giải đấu sắp tới
- ••  — Vượt qua vòng loại nhưng rút lui
- •  — Không vượt qua vòng loại
- ×   — Không tham dự
- ×   — Rút lui / Bị cấm / Không chấp nhận bởi FIFA
- — Chủ nhà
- — Không liên kết với FIFA

Đối với mỗi giải đấu, số lượng đội tuyển trong mỗi giải đấu vòng chung kết (trong dấu ngoặc đơn) được hiển thị:
| Đội tuyển         | · 2015 | · 2018 | Tổng số |
| ----------------- | ------ | ------ | ------- |
| Bahrain           | ×      | GS     | 1       |
| Bangladesh        | ×      | GS     | 1       |
| Trung Quốc        | GS     | QF     | 2       |
| Đài Bắc Trung Hoa | ×      | QF     | 1       |
| Hồng Kông         | GS     | GS     | 2       |
| Indonesia         | ×      | QF     | 1       |
| Iran              | 1st    | 1st    | 2       |
| Nhật Bản          | 2nd    | 2nd    | 2       |
| Jordan            | ••     | ×      | 0       |
| Liban             | ×      | GS     | 1       |
| Ma Cao            | ×      | GS     | 1       |
| Malaysia          | 4th    | GS     | 2       |
| Thái Lan          | 3rd    | 3rd    | 2       |
| Turkmenistan      | ×      | GS     | 1       |
| Uzbekistan        | GS     | QF     | 2       |
| Việt Nam          | GS     | 4th    | 2       |
| Tổng số           | 8      | 15     |         |

## Lần đầu tham dự
Dưới đây là thống kê giải đầu tiên mà các đội tuyển giành quyền vào chơi một vòng chung kết Futsal Asian Cup.
| Năm  | Đội tuyển                                                                |
| ---- | ------------------------------------------------------------------------ |
| 2015 | Trung Quốc Hồng Kông Iran Nhật Bản Malaysia Thái Lan Uzbekistan Việt Nam |
| 2018 | Bahrain Bangladesh Đài Bắc Trung Hoa Indonesia Liban Ma Cao Turkmenistan |

## Các giải thưởng

### Cầu thủ xuất sắc nhất
| Năm  | Cầu thủ          |
| ---- | ---------------- |
| 2015 | Fereshteh Karimi |
| 2018 | Fereshteh Karimi |

### Vua phá lưới
| Năm  | Cầu thủ                                                         | Số bàn thắng |
| ---- | --------------------------------------------------------------- | ------------ |
| 2015 | Chikage Kichibayashi · Farahiyah Ridzuan                        | 7            |
| 2018 | Fatemeh Etedadi Sara Shirbeigi Anna Amishiro Sasicha Phothiwong | 9            |